# Eurycratides van Sparta
Eurycratides (Grieks: Ευρυκρατίδης, "grote heerser") was de dertiende koning van Sparta, van de Agiadendynastie. Hij regeerde over Sparta van 615 tot zijn dood in 590 v.Chr. Hij was de opvolger van zijn vader Anaxander. Zijn regeerperiode werd gekenmerkt door de verwoestende oorlog tegen de Griekse polis Tegea, in de strijd om de heerschappij over het Griekse schiereiland de Peloponnesos. Die oorlog, en Eurycrates zelf worden beschreven in het zevende boek van Historiën, van de Griekse geschiedschrijver Herodotos. Bij zijn dood in 590 v.Chr. werd Eurycratides opgevolgd door zijn zoon Leoon.